# Гай Аквілій Прокул
Гай Акві́лій Проку́л (лат. Gaius Aquilius Proculus; ? — після 104) — державний діяч Римської імперії, консул-суффект 90 року.

## Життєпис
Походив з роду Аквіліїв з Кампанія. Народився в місті Путеоли, замолоду перебрався до Риму, ймовірно за часів Веспасіана. 
У 90 році його було обрано консулом-суффектом разом з Публієм Бебієм Італіком. Якоїсь політичної ваги не мав, повністю був на боці імператорів з династії Флавіїв. З 103 до 104 року як проконсул керував провінцією Азія. По поверненню став членом колегії квіндецемвірів. Подальша доля його невідома, напевне повернувся до рідного міста, де помер й був похований.

## Родина
Дружина — Юлія.